# Нуритдинова, Феруза Рахимовна
Нуритдинова Феруза Рахимовна, урождённая Алимова (4 октября 1939 — 15 января 2021) — узбекский учёный-биохимик, доктор наук, профессор, изобретатель.

## Биография
Родилась в селе Ленинполь (с 2001 года Бакай-Ата) Таласской области Киргизской ССР (с 31 августа 1991 года Киргизская Республика) в семье бухгалтера.
Нуритдинова (Алимова) Феруза Рахимовна в 1957 году с отличием закончила школу номер 5 города Ферганы, в Узбекистане, и в том же году поступила на биолого-почвенный факультет Московского Государственного Университета им Ломоносова, который с отличием окончила в 1962 году. В том же году была направлена на работу в Республиканский научно-исследовательский институт экспериментальной биологии Академии наук Узбекской ССР (НПО «Биолог»).
В 1965 году поступила в аспирантуру при институте, и под руководством академика А. И. Имомалиева подготовила кандидатскую работу по теме: «Физиологическое действие диурона на хлопчатник и ширицу» и защитила научное звание кандидата биологических наук.
В соавторстве подготовила работу «Гербициды и их действие на растения», в которой изложила механизмы действия гербицидов и методы их модификации.
Более 17 лет занималась изучением способа выращивания хлопкового волокна в условиях автоклава который открывал перспективу производства хлопкового волокна с заданными показателями в заводских условиях.
По результатам этих исследований в 1991 году подготовила работу «Эндогенные регуляторы формирования волокна хлопчатника» на соискание звания доктора биологических наук. В том же году защитила и получила степень доктора биологических наук в Таджикском научно-исследовательском институте физиологии и биофизики Академии наук Таджикистана.
За разработку регулятора роста растений 15 мая 1992 она получила авторское свидетельство.
В 1993 году возглавила лабораторию физиологии и биохимии регулирования роста. Под её руководством в лаборатории проводилась работа по теме: «Изучение природы действия регуляторов роста растений».
Во всем мире, в те времена, существовало только 2 лаборатории занимавшимимся этой тематикой: в СССР в Ташкенте и в США.
За годы работы в она подготовила множество кандидатов и докторов наук. Среди её учеников были не только представители бывших Республик СССР но и представители дальнего зарубежья.
Она была активным участником второго Всесоюзного съезда биохимиков СССР. Результаты её работ о фенольных соединиях были объявлены в тезисах второго, третьего и четвёртого Всесоюзного съезда биохимиков СССР. Она принимала активное участие в работе четвёртой конференции биохимиков Средней Азии и Казахстана.
Феруза Нуритдинова принимала активное участие в общественной жизни коллектива института. Была секретарем Научного совета института, заместителем председателя профсоюза института, председателем женского совета, членом комитета народного контроля.
Её многолетняя и плодотворная работа была отмечена различными наградами.
Уже будучи на пенсии, она в 2007 году была приглашена в Ташкентский государственный педагогический университет имени Низами на должность профессора кафедры «Ботаники и клеточной биологии», где она преподавала и вела научную деятельность. Она читала лекции для студентов по предмету «Физиология растений». В этот период она в соавторстве с кандидатом биологических наук Пирахуновой Ф. Н. подготовила учебное пособие «Физиология растений».
Наряду с этим она также участвовала в должности профессора в Государственном фундаментальном проекте ОТ-Ф4-023 на тему: «Изучение физиолого-биохимических основ плодообразования и опадения плодоорганов новых и перспективных сортов хлопчатника» в 2007—2011 годах. Во время работы над проектом она руководила докторской диссертацией доцента кафедры Пирахуновой Ф. Н. на тему «Закономерности взаимосвязи микроэлементов с плодообразованием и опадением плодооргонов хлопчатника» и кандидатской диссертацией ассистента кафедры Джураевой Ф. на тему «Влияние стимулятора диацетатмоноэтаноламина на плодообразование перспективных сортов хлопчатника». А также, была руководителем магистранта факультета Естественных наук Темировой Мухлисы по специальности «Биология» на тему «Роль стимулятора диацетатмоноэтоноломина в сохранении и повышение урожайности хлопчатника».
В 2011 в соавторстве с кандидатом биологических наук, доцентом Пирахуновой Ф. Н. доктор биологических наук, профессор Нуритдинова Ф. Р. опубликовали монографию «Пути регуляции опадения плодоорганов хлопчатника»
После завершения Государственного фундаментального проекта ОТ-Ф4-023 на тему «Изучение физиолого-биохимических основ плодообразования и опадения плодоорганов новых и перспективных сортов хлопчатника» она также продолжала свою научную деятельность на кафедре. В 2016 году была опубликована статья на тему «Влияние меди, бора и стимулятора диацетатмоноэтоноламина на рост и развитие и плодообразование хлопчатника» в научном журнале «Международный журнал экспериментального образования» (№ 11 часть 2, 2016 г.) в г. Москве.
В 2017 году Нуритдинова Ф. Р. была награждена Дипломом «Московского Международного Салона Образования» Российской Академии Естествознания за статью в соавторстве с Пирахуновой Ф. Н. и Абзаловым А.
Феруза Нуритдинова является автором более 100 статей в различных научных журналах.
Будучи многогранным исследователем в последние годы занималась изучением наследия известного богослова Багаутдина Накш Банди аль Бухари. Готовила материалы для издания. Однако закончить эту работу не получилось: она переболела коронавирусом (COVID19) и осложнения оказались несовместимыми с жизнью.

## Семья
- Отец: Алимов Рахим, проработал более 50 лет бухгалтером, в том числе последние 27 лет главным бухгалтером профессионально-технического училища номер один в городе Фергана Узбекской ССР.
- Мать: Алимова Бибисора, мать пятерых детей, проработала более 40 лет на различных должностях в сфере образования Узбекской ССР.
- Муж: Нуритдинов Анавр Икбалович (29 ноября 1936 — 9 января 2007) — кандидат биологических наук, директор научно исследовательского института овощеводства и картофеля Академии наук Узбекской ССР.
- Дочери:
  - Нуритдинова Анора Анваровна — врач педиатр.
  - Нуритдинова Наргиза Анваровна — стоматолог ортопед.

## [8]Примечания
1. 1 2 3  Содикова Максуда. Узбекские женщины-учёные = Узбек олималари (узб.) / Тура Мирзаев (отв. ред). — Ташкент: «Фан» («Наука»), 2004. — P. 186—188. — 240 p. — ISBN 5-648-02983-7.
2. ↑  АКАДЕМИЯ НАУК РЕСПУБЛИКИ УЗБЕКИСТАН. www.academy.uz. Дата обращения: 15 марта 2022. Архивировано 28 ноября 2020 года.
3. 1 2 3 4 5 6 7  Нуритдинова Алимова Феруза Рахимовна (Анвар Алимов) / Проза.ру. proza.ru. Дата обращения: 19 августа 2021. Архивировано 19 августа 2021 года.
4. ↑  Нуритдинова, Фируза Рахимовна — Эндогенные регуляторы формирования волокна хлопчатника : диссертация доктора биологических наук : 03.00.12. — Ташкент, 1991. — 274 с. : ил. // Физиология растений // OD 71 93-3/41. Дата обращения: 4 мая 2021. Архивировано 4 мая 2021 года.
5. ↑  Нуритдинова Фируза Рахимовна (рус.). PatentDB. Дата обращения: 20 июня 2021. Архивировано 24 июня 2021 года.
6. ↑  Ф. Н. Пирохунова- кандидат биологических наук, доцент Ташкентского государственного университета им. Низами, Ф. Р. Нуритдинова- доктор биологических наук, профессор Ташкентского университета им. Низами. Эффективность влияния меди и бора на плодообразование и урожайность хлопчатника в зависимости от микроэлементного состава коробочки. (рус.) // Ta’lim texnologiyalari : Научный журнал. — 2013. — С. 94. — ISSN 2181-0141.
7. ↑  Физиология растений. expo-books.ru. Дата обращения: 30 июня 2021. Архивировано 9 июля 2021 года.
8. 1 2  Пирахунова Ф. Н. Кандидат биологических наук, доцент. Нуритдинова Ф. Р. доктор биологических наук, профессор. «Пути регуляции опадения плодоорганов хлопчатника» (Монография) (рус.) // «Fan va texnologiya”. — 2011. — ISSN 978-9943-10-595-9 ISBN 978-9943-10-595-9.
9. ↑  Пирахунова Ф.  Нуриддинова Ф.  Абзалов А. ВЛИЯНИЕ МЕДИ, БОРА И СТИМУЛЯТОРА ДИАЦЕТАТМОНОЭТАНОЛ-АМИНА НА РОСТ, РАЗВИТИЕ И ПЛОДООБРАЗОВАНИЕ ХЛОПЧАТНИКА (рус.). Научный журнал
Международный журнал экспериментального образования

ISSN 26187159 ИФ РИНЦ = 0,757 (24 ноября 2016). Дата обращения: 17 мая 2021. Архивировано 17 мая 2021 года.
10. ↑  МОСКОВСКИЙ МЕЖДУНАРОДНЫЙ САЛОН ОБРАЗОВАНИЯ (рус.). МОСКОВСКИЙ МЕЖДУНАРОДНЫЙ САЛОН ОБРАЗОВАНИЯ. Дата обращения: 21 июня 2021. Архивировано 24 июня 2021 года.